# Brau Union
Die Brau Union Österreich AG ist das größte Brauereiunternehmen in Österreich mit über 5,0 Mio. Hektoliter Bier Umsatz in Österreich – mit achtzehn führenden Biermarken und über 100 Biersorten (Stand 2019). Die Zentrale befindet sich in Linz. Seit 2003 gehört die Brau Union Österreich zum Mutterkonzern Heineken mit Sitz in Amsterdam. Sie wurde 1998 aus der Fusion der Österreichische Brau AG mit der Steirerbrau gegründet.

## Geschichte

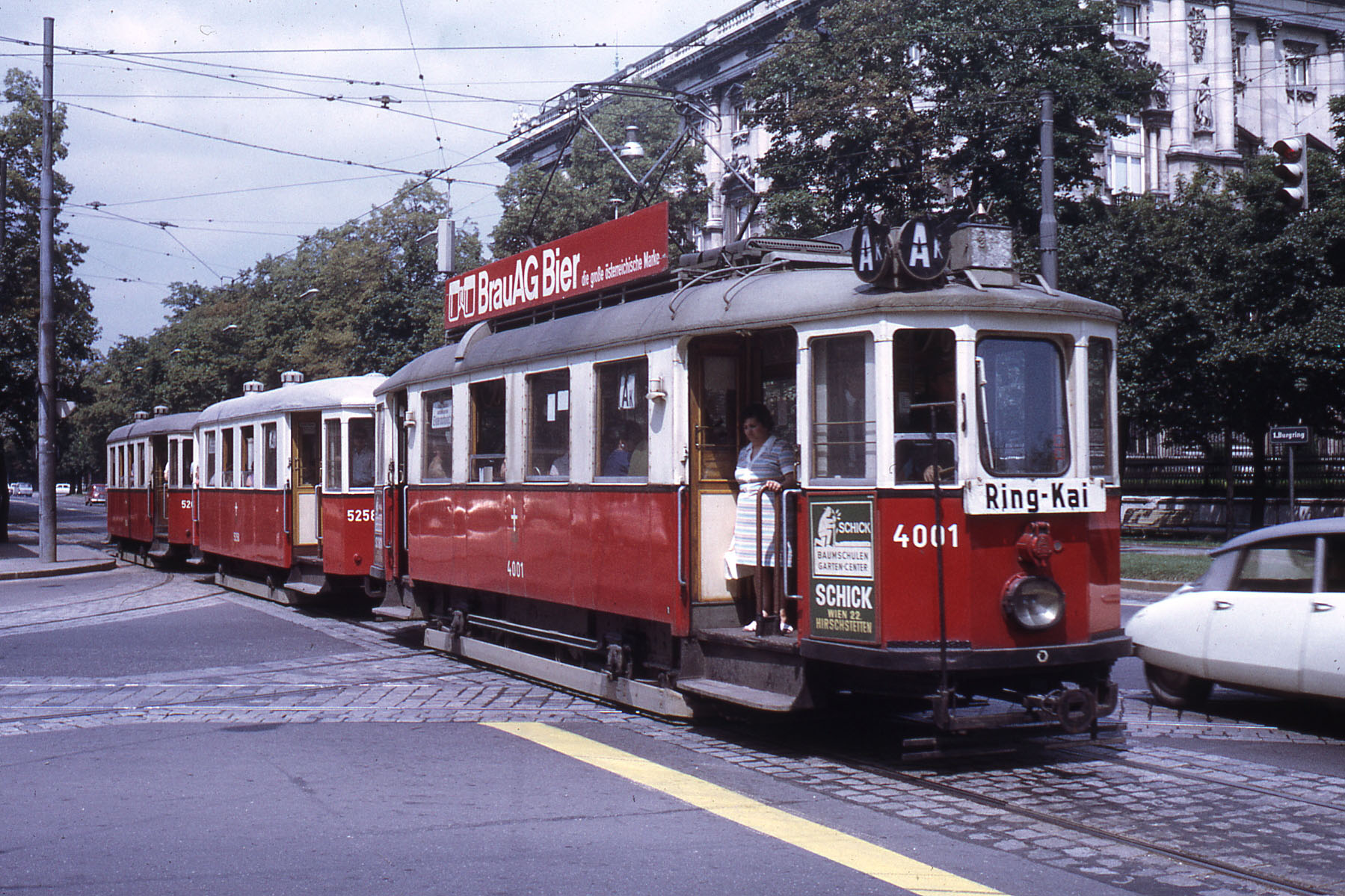
Straßenbahn Wien mit Werbung Brau AG Bier (1970)

1921 wurde von der Bodencreditanstalt, der Unionbank und der Bank für Oberösterreich und Salzburg die Braubank AG gegründet. Diese erwarb Aktien der Brauereien
- Poschacher Brauerei, Linz,
- Linzer Malzfabrik (Besitzer: Hatschek),
- Wieselburger Aktienbrauerei vormals Kaspar Bartenstein,
- Brauerei Kaltenhausen,
- Salzkammergutbrauerei, Gmunden.

1925 wurde die Fusion mit den oben angeführten Gesellschaften durchgeführt. Gleichzeitig erfolgte die Änderung des Firmennamens der Gesellschaft auf Österreichische Brau AG. In den folgenden Jahrzehnten übernahm die Gesellschaft eine Reihe weiterer Braubetriebe, die zum Großteil stillgelegt wurden. 1926 erfolgte Fusion mit der Niederösterreichischen Obstverwertung und Brauerei GmbH, Amstetten. 1928 erfolgte die Fusion mit der Liesinger Brauerei AG.
1929 folgte die Fusion mit der Bürgerliches Brauhaus Innsbruck AG („Bürgerbräu“), welche die Brauerei Reutte GmbH aufgenommen hatte, ferner mit der Aktiengesellschaft Sternbräu Salzburg und der Vereinigten Tiroler Brauereien Kundl-Jenbach AG. Im selben Jahr erwarb die Gesellschaft die Gräflich Arco-Valleysche Bierbrauerei in Aurolzmünster, ferner die Klosterbrauereien Engelszell und die Innsbrucker Löwenbrauerei und legte deren Betriebe still.
1930 wurde die Fusion mit der Aktiengesellschaft der Brunner Brauerei, Brunn am Gebirge beschlossen. Deren Betrieb wurde nach Liesing übertragen. Die übrigen fusionierten Betriebe wurden fortgeführt, mit Ausnahme der im September 1945 stillgelegten Brauerei Kundl, deren Fabriksliegenschaften 1956 als Apports in die „Biochemie“ GmbH, Kundl, eingebracht wurden, sowie der Sternbrauerei Salzburg, deren Biererzeugung Ende 1956 in die Brauerei Kaltenhausen verlegt wurde. Die einzelnen Braustätten behielten als Zweigstellen der neuen Firma ihren Namen bei und auch die erzeugten Biersorten und Typen wurden unter den angestammten Namen geführt und verkauft. Ferner wurde die Fusion mit der Bad Gasteiner Thermalwasser AG sowie mit der Liesinger Biervertrieb „Stefag“ GesmbH beschlossen, deren Anteile sich bereits im Besitz der Brau AG befanden.
1931 wurde der Kundenkreis der Brauerei Winger in Sankt Pölten übernommen, 1932 folgte der Kundenkreis der Brauerei Schatzl in Raab, 1933 jener der Brauerei Wagner in Sarleinsbach. Diese drei Brauereien wurden mittlerweile stillgelegt. 1933 wurde mit der Brauerei Zipf Aktiengesellschaft vorm. W. Schaup eine Vereinbarung zur engen geschäftlichen Zusammenarbeit geschlossen und darauf folgend 44 % an dieser Gesellschaft erworben. 1936 erwarb die Gesellschaft das Hotel-Kaffee München in Innsbruck.
1938 wurde die Austria-Brauerei in Wiener Neudorf erworben und stillgelegt. Von ihrem Jahresabsatze per 20.000 hl wurden 70 % den Brauereien Schwechat und Ottakring überlassen, die restlichen 30 % selbst übernommen. 1939 wurde die Hannamalzfabrik in Holitz bei Olmütz erworben, die 1946 im Zuge der Verstaatlichungsaktion in der Tschechoslowakei verstaatlicht worden ist. Zwischen 1939 und 1946 firmierte die Gesellschaft unter Ostmärkische Brau-Aktiengesellschaft und danach wiederum als Österreichische Brau-Aktiengesellschaft. 1957 übernahm die Gesellschaft den Kundenkreis
- der Brauerei St. Florian, und in der Folge jenen
- der Stiftsbrauerei Lambach,
- der Brauerei Hinterweissenbach und der
- Brauerei Seyr in Perg,

die Brauereien selbst wurden stillgelegt.
1959 beteiligte sich die Gesellschaft mit 24 % an einem Brauereien-Konsortium zur Übernahme des Brauhauses der Stadt Wien in Rannersdorf, welches im selben Jahr stillgelegt wurde. 1964 erwarb die Gesellschaft die „VESO“ Erste vereinigte Linzer Sodawassererzeugung Bocksrucker, Krottenthaler & Co., OHG, Linz, die als eigene Betriebsabteilung weitergeführt wurde. 1968 bestanden außerdem u. a. Beteiligungen an folgenden Unternehmen:
- „Biochemie Kundl“ Gesellschaft GmbH, Kundl (25 %),
- „Dachstein“ Fremdenverkehrs-Aktiengesellschaft, Linz,
- Gaststätten-Betriebsgesellschaft Tischer & Co. mbH, Wien (100 %),
- Adolf Haslinger & Co. GmbH, Linz (90 %),
- Linzer Glashütte Worf & Co. KG, Linz (26,59 %),
- Stubnerkogel-Bergbahn-GesmbH, Bad Gastein,
- Traunseer Schiffahrt- und Seilschwebebahn Rudolf Ippisch & Co. KG, Ebensee,
- Karl Oppolzer KG, Wien,
- FAKO Getränkeindustrie König, Leistner & Co, Linz

sowie 40 eigene Gaststätten, darunter den Liesinger Stadtkeller, Linzer Stadtkeller, Hotel Münichholz (Steyr), Brauhof Wiener Neustadt, Brauhof Krems a. d. Donau, Brauhof Wieselburg, die Großgasthöfe Sternbräu und Gablerbräu in Salzburg sowie Breinössl in Innsbruck.
1970 fusionierte die Gesellschaft mit der Brauerei Zipf AG, vormals W. Schaup. 1972 wurde die bisherige Organgesellschaft Adolf Haslinger & Co., GesmbH, Linz, mit dem Unternehmen fusionsweise verschmolzen. 1974 wurde die Tiroler Frischgetränke-Gesellschaft Achammer & Co, Innsbruck, mit der Organgesellschaft Tiroler Frischgetränke Gesellschaft mbH, Innsbruck, durch Aufnahme verschmolzen. 1975 wurde die Brauerei Aktiengesellschaft Mattighofen, Mattighofen mit der Gesellschaft durch Aufnahme verschmolzen. 1978 wurde die Gaststättenbetriebsgesellschaft Tischer & Co. mbH, Wien, mit der Gesellschaft durch Aufnahme verschmolzen. Ebenfalls 1978 erfolgte die Fusion mit der Schwechater Brauerei AG sowie mit der Soma Getränke GesmbH. 1978 bestanden Beteiligungen an der
- Güssinger Mineralwasser AG, Gerersdorf-Sulz bei Güssing (90 %),
- Tiroler Frischgetränke GesmbH, Innsbruck (100 %),
- FAKO Getränkeindustrie König, Leistner & Co, Linz (35 %),
- Pago, Fruchtsäfte GesmbH, Klagenfurt (100 %) sowie an der
- Kurier Zeitungsverlag und Druckerei AG.[5]

1981 wurde der Braubetrieb in Linz eingestellt und damit die Marke „Linzer Bier“, für die der Komponist Igo Hofstetter um 1950 einen eigenen Marsch komponierte.
1988 wurden die Mälzerei- und Getränkebetriebe samt sämtlichen Verkaufslagen und Nebenbetrieben als Gesamtsache mit allen Aktiven und Passiven, jedoch ohne die Zweigniederlassung „Gasteiner Tafelwasserversand“ (diese wurde in die Gasteiner Tafelwasserversand GesmbH, später umbenannt in Gasteiner Quellen Versand GesmbH, Badgastein, eingegliedert) als Sacheinlage in die Brauerei-AG, später umbenannt in Österreichische Brau-AG, Linz, eingebracht und der eigene Firmenwortlaut in Österreichische Brau-Beteiligungs AG (BBAG) abgeändert.
1991 wurde die im Alleineigentum der Österreichischen Brau-Beteiligungs AG stehende Brauereien-Beteiligungs AG, Wien, mit der Gösser Brauerei AG verschmolzen. Nach dieser Verschmelzung war die Österreichische Brau-Beteiligungs AG mit 62 % an der Gösser Brauerei AG, diese wieder mit 52 % an der Brüder Reininghaus Brauerei AG und beide Gesellschaften zusammen mit 100 % an der Steirerbrau AG beteiligt. 1993 brachte die Österreichische Brau-Beteiligungs AG ihre Aktien an der Österreichischen Brau-AG als Sacheinlage gegen Gewährung von Aktien in die Brüder Reininghaus AG ein.
Im Zusammenhang der Verschmelzung 1993 wurden die von der Austrian Breweries International AG gehaltenen Majoritäten an den ungarischen Brauereien Martfű und Sopron an die Gesellschaft übertragen. Durch diese Strukturänderung wurde der Bierbereich des Konzerns in der in Brau Union Aktiengesellschaft umbenannten Gösser Brauerei AG zusammengefasst, die damit als Zwischenholding für das gesamte Geschäftsfeld Bier fungiert.

Der Liegenschaftsbesitz betrug 1998 rund 2,5 Mio. m². Im Jahr 2000 übernahm die Brau Union die polnische Brauerei Van Pur. Neben den beiden ungarischen Brauereien in Sopron und Martfű hatte die Brau Union Aktiengesellschaft bis 2002
- drei Brauereien in Polen (Bydgoszcz, Rzeszów, Warszawa),
- sieben Brauereien in Rumänien (Arad, București, Constanța, Craiova, Hațeg, Miercurea-Ciuc, Reghin)
- sowie in der Tschechischen Republik die Brauerei Starobrno (Brno) übernommen.[10]

2002 stieg die Brau Union mit 33 % bei der Brauerei Schladming ein. 2003 wurde die Brau Union zu 100 % von der niederländischen Heineken übernommen. Durch Bedenken der Wettbewerbshüter musste die Brau Union Teile ihres Auslandsgeschäfts verkaufen. Dazu zählte auch die zuvor erworbene Brauerei Van Pur.
Die Brau Union hat 2014 zur Gänze die Vereinigten Kärntner Brauereien (Villacher Bier, Schleppe, Piestinger) übernommen.
Im Mai 2022 wurden 11 Angeklagte wegen Betrugs verurteilt. Von 2009 bis 2017 wurde in Graz-Puntigam einwandfreies Flaschenbier im Wert von 1,7 Mio. Euro von Mitarbeitern als Bruchware deklariert und gestohlen.
2024 hat die Bundeswettbewerbsbehörde (BWB) gegen die Brau Union ein Kartellverfahren beim Wiener Kartellgericht eingeleitet. Die Bundeswettbewerbsbehörde wirft der Brau Union vor, sie habe ihre marktbeherrschende Stellung missbraucht, um den Markteintritt konkurrierender Bierhersteller zu beschränken und bestehende Getränkehändler vom Markt zu verdrängen. Das Verfahren ist noch im Gange.

## Standorte
Brauereistandorte sind:
- Graz (Brauerei Puntigam)
- Hallein (Hofbräu Kaltenhausen)
- Klagenfurt (Schleppe Brauerei)
- Leoben (Brauerei Göss)
- Lienz (Brauerei Falkenstein)
- Zipf in Neukirchen an der Vöckla (Brauerei Zipf)
- Schwechat (Brauerei Schwechat)
- Schladming (Schladminger Brauerei)
- Villach (Villacher Brauerei)
- Wieselburg (Brauerei Wieselburg)
- Bludenz (Brauerei Fohrenburg)

### Auslieferung
- 31 Verkaufslager und 55 Verkaufspartner[17]

Die Brau Union betreibt etwa 50 „Eigengaststätten“.
Ab 2021 bis etwa 2023 nahm die Brau Union österreichweit vier zentrale Logistiklager in Betrieb, zwei große mit je etwa 10–12.000 m² Fläche in Schwechat und Sattledt; zwei kleinere am Cargo Center Graz Süd in Kalsdorf bei Graz (seit April 2021) und in Bludenz (Juli 2023).

## Sortiment

### Biermarken
Zu den Biermarken des Unternehmens zählen:
- Gösser Bier
- Zipfer Bier
- Kaiser Bier
- Puntigamer
- Schwechater Bier
- Reininghaus
- Wieselburger Bier
- Schladminger
- Heineken
- Edelweiss
- Kaltenhausen
- Fohrenburger
- Desperados
- Schlossgold
- Villacher Bier
- Schleppe
- Piestinger
- Linzer Bier
- Bürgerbräu Innsbruck
- Sol

### Zusätzlich im Vertrieb
- Gasteiner Mineralwasser[20]
- andere Mineralwässer
- Limonaden
- Fruchtsäfte
- Wellness-Drinks
- Energydrinks
- Cider (Strongbow, Stibitzer, Old Mout)
- Alkopops
- Wein & Sekt